# George Stinney

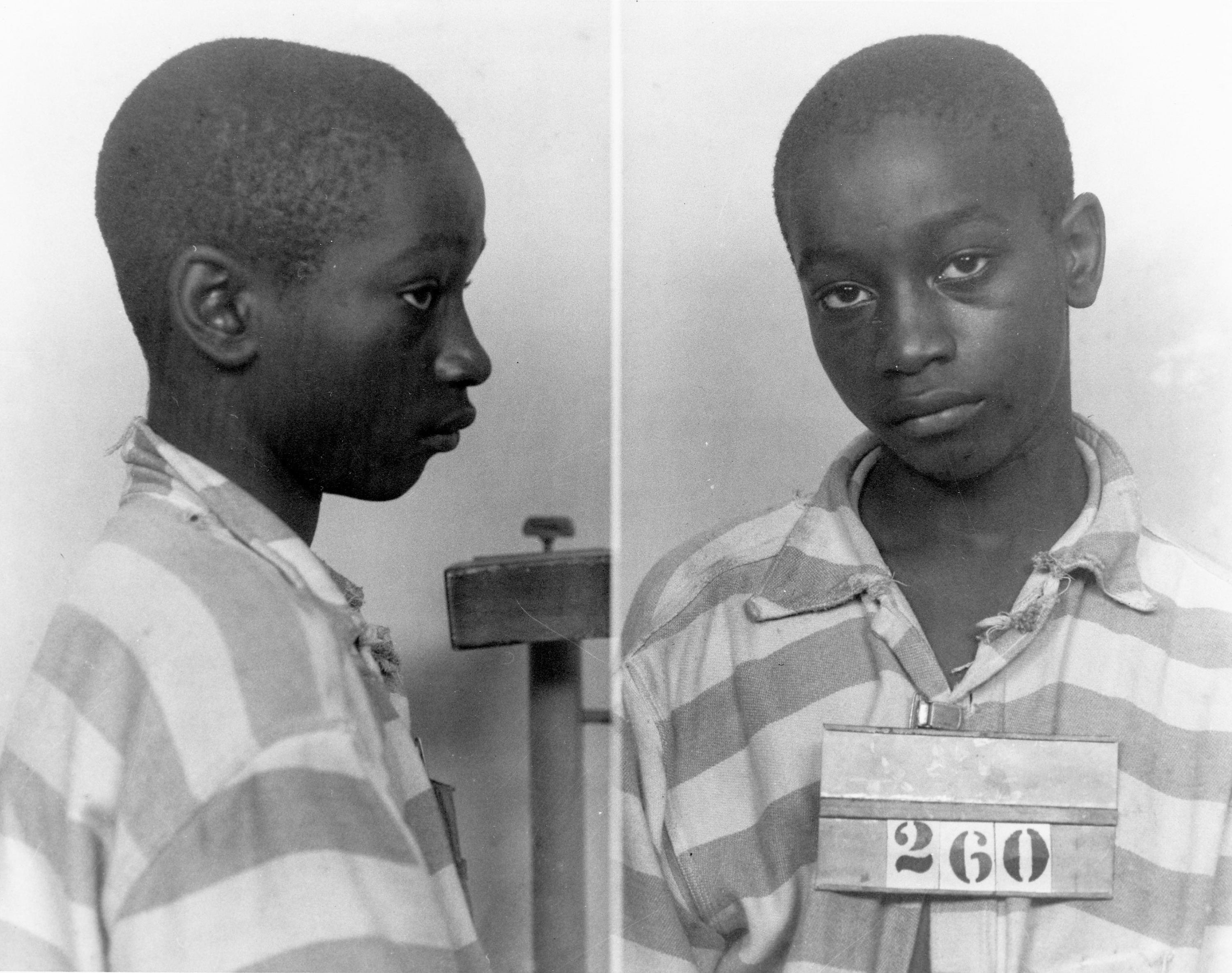
George Stinney.

George Junius Stinney Jr, född 21 oktober 1929 i Sumter, South Carolina, död 16 juni 1944 i Columbia, South Carolina, var en afroamerikansk pojke som avrättades vid 14 års ålder för ett mord på två vita flickor som han inte hade begått.
Flickorna, 7 och 11 år gamla, hittades mördade den 23 mars 1944, i Alcolu, South Carolina.
Rättegången mot Stinney varade i mindre än tre timmar. Det fanns inga fysiska bevis mot Stinney, men poliserna som förhört honom hävdade att han hade erkänt. Georges syster Aime Ruffner hade berättat att hon var med Stinney vid tiden för mordet, men det togs inte upp under rättegången. Juryn, som enbart bestod av vita, kom fram till att Stinney var skyldig till mord efter att ha överlagt i 10 minuter. Han avrättades i elektriska stolen. Eftersom han var för kort fick han sitta på en bibel.
2014 omprövades fallet. Stinney friades då eftersom han inte fått en rättvis rättegång, och eftersom det var "mycket troligt" att han tvingats erkänna.